# Suhre
La Suhre ou Sure est une rivière suisse, affluent de l'Aar, donc un sous-affluent du Rhin. Elle prend son nom à partir du lac de Sempach (504 m), dans le canton de Lucerne. Elle sort du lac au niveau de Sursee et se dirige vers le Nord-Nord-Ouest. Après 34 km, elle se jette dans l'Aar mais reçoit le Ruederchen près de Schöftland puis l'Uerke près d'Unterentfelden et la Wyna près de Buchs.
La rivière coule dans la vallée du même nom, en allemand Suhrental ou Surental, qui compte 34 communes dont 19 sont situées dans le canton d'Argovie et 15 dans le canton de Lucerne. L'ensemble de ces communes couvrent une surface de 233 km2.
Principaux affluents : la Wyna et l'Uerke.

### Sources
- (de) Cet article est partiellement ou en totalité issu de l’article de Wikipédia en allemand intitulé « Suhre » (voir la liste des auteurs).